# Deptford
Deptford é um distrito no borough de Lewisham, na Região de Londres, na Inglaterra, e parte do borough de Greenwich, na margem sul do rio Tâmisa.
Em 1513 o rei Henrique VIII de Inglaterra ordenou a construção de um estaleiro em Deptford', que funcionou até Março de 1869.